# Alfred Göransson
Johan Alfred "Alf" Göransson, född 19 juni 1869 i Ystad, död där 1950, var en svensk byggnadsingenjör och arkitekt.
Göransson växte upp i en byggmästarfamilj och praktiserade till en början hos fadern inom byggnadsindustrin. 1893–1896 studerade han vid Byggnadsyrkesskolan vid Tekniska skolan i Stockholm. Han innehade sedan i några år anställning hos flera framstående arkitekter. Han startade därefter egen verksamhet och kom att rita ett antal bostadshus i huvudstaden. Han var även kontrollant vid flera större byggnadsföretag. Han var under en tid verksam i Uppsala innan han 1922 slog sig ned i födelsestaden Ystad.